# Gare de Tring-Jonction
La gare de Tring-Jonction est une gare ferroviaire historique québécoise à Tring-Jonction. C'est une gare patrimoniale.

## Situation ferroviaire
La gare se trouvait sur la voie ferrée reliant Sherbrooke et Lévis, ligne du Chemin de fer Québec Central (QCR). Cette gare est le point de jonction entre Sherbrooke, Lac-Mégantic et Lévis. La ligne entre Tring-Jonction et Lac-Mégantic ouvre le 24 septembre 1895 .

## Histoire
L'arrivée du chemin de fer est antérieure au village; le QCR arrive en 1881. Le village de Tring-Jonction se forme en 1914 et se nomme ainsi car le chemin de fer ouvre de lignes vers Québec, Sherbrooke et Lac-Mégantic, formant ainsi une jonction. "À noter que [la] Station de Tring a d'abord identifié un arrêt ferroviaire sis dans le Troisième Rang de Saint-Frédéric, endroit qui fut désigné par la suite Vieux-Tring, parce que la gare desservait aussi le canton de Tring." 
La première gare de Tring-Jonction est construite en 1894. La gare actuelle date de 1914, construite sur l’emplacement de la gare précédente, selon un plan du QCR (comportant plusieurs similitudes avec les plans standards des gares du Canadien Pacifique de la même époque). La gare a des murs en blocs de ciment moulés, renfermant de l'amiante, une ressource locale. 
Selon le gouvernement québécois : « Elle se caractérise par un plan rectangulaire allongé, à un étage. Son toit à croupes possède des avant-toits débordants supportés par une série de consoles en bois. La gare possède toutefois des composantes distinctives. D'abord, ses deux façades principales sont dotées d'un avant-corps central à deux niveaux coiffé d'un toit à deux versants droits. De plus, un vaste abri formé par le prolongement du toit et supporté par des piliers est aménagé à l'une des extrémités du bâtiment. Il permet aux usagers de se protéger des intempéries. »

## Patrimoine ferroviaire
Conservée, la gare sert de bibliothèque, d’espace musée et de salles à louer.